# ハラワ渓谷

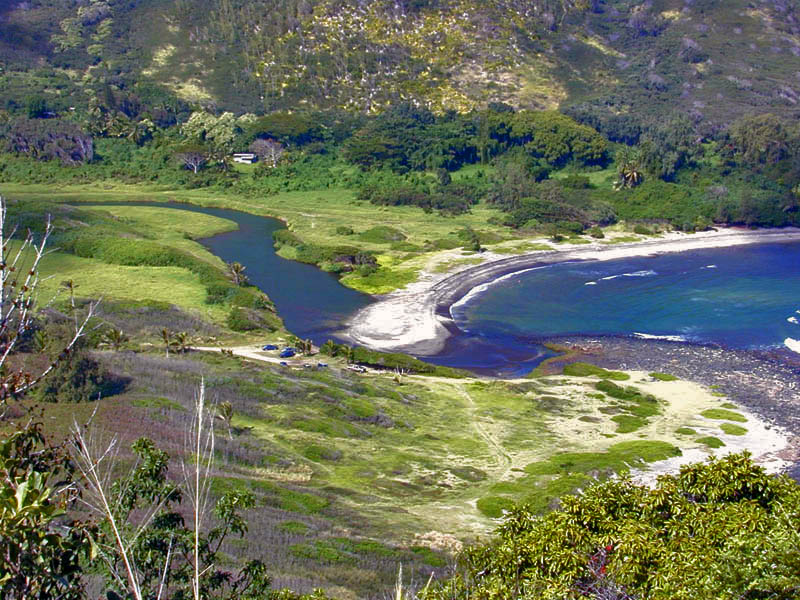
ハラワ渓谷にあるハラワ・ビーチ・パーク

ハラワ渓谷（ハラワけいこく、英語: Halawa Valley）はアメリカ合衆国ハワイ州モロカイ島の一番東にある土地名で、比較的低い山に囲まれた渓谷である。渓谷は3km内陸に続き、一番奥に2つの滝がある。

## 歴史
この渓谷はハワイでも一番古くから人が住んでいた地区のひとつで、その歴史は1350年前までさかのぼる。 タロイモの栽培が広範囲に行われていて、ここで数千人を養っていた時期もあった。  
ハラワ渓谷でのハワイ人の伝統的な生活は20世紀まで続いていたが、アリューシャン地震 (1946年)とアリューシャン地震 (1957年)でタロイモ畑は壊滅し、ハラワ渓谷から人々は去り、現在は数家族が残るだけである。

## 交通
ハラワ渓谷はモロカイ島の中心都市であるカウナカカイからハワイ州道450号線で45km東にある。